# کوه توفان
کوه توفان (به ایتالیایی: Tofane) یک منطقهٔ مسکونی در ایتالیا است که در استان بلونو واقع شده‌است. کوه توفان ۳٬۲۴۴ متر بالاتر از سطح دریا واقع شده‌است.